# Villa La Loggia
La Villa La Loggia si trova a Firenze in via Bolognese 165. 

## Storia
Essa fu costruita dai Pazzi nel XV secolo su un'antica casa di campagna appartenuta a Brunetto Latini, il maestro di Dante. Pare che l'architetto che se ne occupò fosse Giuliano da Maiano, probabile autore anche del Palazzo Pazzi. I Pazzi nel 1490 vi ospitarono Renato d'Angiò, che allora era vescovo di Aix-en-Provence ed era venuto a Firenze come ambasciatore di Carlo VIII, re di Francia.
Nella primavera del 1478 si radunarono in questa villa i componenti della congiura dei Pazzi, per stabilire il modo in cui avrebbero ucciso Lorenzo de' Medici e Giuliano de' Medici. Dopo l'esito della congiura, fu confiscata a Jacopo Pazzi e fu acquistata da Geronimo d'Hauteville e dagli Ufficiali del Monte (1495), per poi passare nel 1498 a Franceschetto Cybo, che aveva comprato anche il palazzo Pazzi-Quaratesi sempre in seguito alla confisca.
Nel 1566 la villa fu acquistata da Chiappino Vitelli, poi nel 1603 Baldassarre Suarez de la Concha, addetto alla "commenda" medicea, la confiscò per alcuni crediti dei Vitelli ed arrivò al Gran Principe Ferdinando de' Medici che nel 1629 la alienò in favore del marchese Paolo del Bufalo. Sua figlia Vittoria la portò poi in dote ai Falconeri e, nel 1724, venne di nuovo acquistata da Jacopo Panciatichi, botanico, che nel parco fece un giardino modello. Nella prima metà del XIX secolo venne ceduta alla cantante lirica Angelica Catalani, che ne fece un ritrovo di mondanità.
Altri proprietari si succedettero: i Valabrègue, i marchesi Lavaggi di Roma, gli Ottoboni. Alla fine dell'800 la villa fu acquistata dal conte David Costantini ed i suoi nipoti Andrea e Chiara la posseggono ancora oggi. Al presente La Loggia è locata alla società Giunti Editore Spa.

## Descrizione

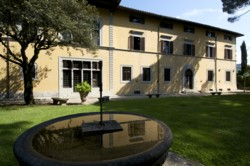
Veduta laterale

La villa è composta da più corpi di fabbrica realizzati in epoche diverse, con aggiunte neo-medievali tra Otto e Novecento che rendono difficile individuare l'impianto originario. L'edificio ha una pianta a "U", con un corpo principale parallelo alla strada. La loggia quattrocentesca che le dà il nome è situata all'interno e si sviluppa su due livelli: al pian terreno archi a tutto sesto e capitelli corinzi, con medaglini; al primo piano, con un ampio ballatoio, spicca il parapetto decorato da motivi floreali, con colonnine che sorreggono il soffitto a cassettoni.
Un'altra loggetta a tre archi è addossata alla villa ed è affrescata con mappe dei continenti e, sulle volte, grottesche. Nel parco con alberi secolari è presente una limonaia e un villino di gusto eclettico, forse originariamente una residenza di servizio. Tutta la proprietà è cinta da un alto muro.

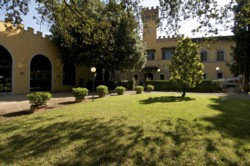
Veduta della torre
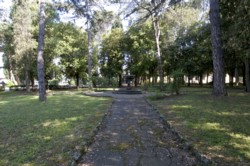
Veduta parziale del parco